# Swamp People
Swamp People is een Amerikaanse realityserie waarin een groep jagers gevolgd wordt tijdens de jaarlijkse jacht op alligators.

## Opzet
Het alligatorseizoen in Louisiana begint op de eerste woensdag van september en duurt 30 dagen. In deze periode verdienen veel alligatorjagers, volgens een traditie die ongeveer 300 jaar teruggaat, het grootste deel van hun jaarinkomen met een risicovolle bezigheid die afhankelijk is van ervaring en de grillen van het weer, binnen de strikte regels van de wildlifewetten. Jagers krijgen elk een bepaald aantal "tags" die aan hun prooi moeten worden bevestigd; zodra zij "tag out" (zonder tags) zijn, is hun seizoen voorbij en mogen zij voor de rest van het seizoen geen alligators meer doden. Tijdens deze periode van 30 dagen verdienen sommige van deze jagers het grootste deel van hun jaarinkomen met het doden van alligators; het uiteindelijke doel van de alligatorjagers is dan ook om voor het einde van het seizoen al hun tags te hebben gebruikt. De meeste jagers brengen de rest van het jaar door met het oogsten van andere soorten (vis, langoesten, garnalen, krabben, wasberen, schildpadden, enz.) om hun jaarinkomen te verhogen en/of hebben een voltijdse baan in andere bedrijfstakken.
Elk seizoen richt de serie zich op verschillende teams van alligatorjagers. In sommige afleveringen komen ook andere aspecten van het sociale en sportieve leven in het moeras aan bod, zoals vissen en jagen op andere dieren.
Vanaf het vierde seizoen werd het programma uitgebreid naar locaties buiten het Atchafalaya River Basin, met teams die op alligators jagen in andere delen van Louisiana en in de moeraslanden van Texas.

## Jagers
| Huidig seizoen              | Huidig seizoen |
| Jager                       | Seizoenen      |
| --------------------------- | -------------- |
| Bruce Mitchell              | 1-9, 12-       |
| Jacob Landry                | 1-             |
| Troy Landry                 | 1-             |
| William "Willie" Edwards    | 1-             |
| Chase Landry                | 3-             |
| Daniel Edgar                | 7-             |
| Dorien Edgar                | 7-9, 12-       |
| Joey Edgar                  | 7-             |
| Ashley Jones                | 10-            |
| Ronnie Adams                | 10-            |
| Zak Bagby                   | 10-            |
| Don Brewer                  | 11-            |
| "Little" Willie Edwards     | 11-            |
| Cheyenne "Pickle" Wheat     | 12-            |
| Anthony "Porkchop" Williams | 13-            |
| LeRon Jones                 | 13-            |

| Inactief                        | Inactief      |
| Jager                           | Seizoenen     |
| ------------------------------- | ------------- |
| Albert Knight                   | 1             |
| Anthony Knight                  | 1             |
| Clint Landry                    | 1, 3          |
| Joe LaFont                      | 1–3, 6        |
| Junior Edwards                  | 1–6, 12       |
| Kenwood Knight                  | 1             |
| Malcom McQuiston                | 1–3           |
| Mike Kliebert                   | 1             |
| Randy Edwards                   | 1, 3–6        |
| T-Mike Kliebert                 | 1             |
| Tommy Chauvin                   | 1–3, 6, 8–9   |
| Glenn Guist                     | 2–9           |
| Jay Paul Molinere               | 2–10          |
| Liz (Queen of the Swamp) Choate | 2–6, 12       |
| Mitchell Guist                  | 2–3           |
| Nick Payne                      | 2             |
| RJ Molinere, Jr.                | 2–10          |
| Terral Evans                    | 2, 5–6, 10–11 |
| Austyn Yoches                   | 3             |
| Blake MacDonald                 | 3             |
| Kristi Broussard                | 3–4, 8–9      |
| Ron Methvin                     | 3–9           |
| Harlan "Bigfoot" Hatcher        | 4–5, 9        |
| Brandon Hotard                  | 4–6           |
| David LaDart                    | 4–6           |
| Jeromy Pruitt                   | 4–6           |
| Jessica Choate                  | 4–6           |
| Marie Lacoste                   | 4–5           |
| T-Roy Broussard                 | 4–5           |
| Tom Candies                     | 4             |
| ZZ Loupe                        | 4             |
| Holden Landry                   | 5–6, 8–10     |
| Johnny Banks                    | 5             |
| Johny Tenner                    | 5             |
| Roger Rivers                    | 5             |
| Robert "Frenchy" Crochet        | 7–10, 12      |
| Gerard "Gee" Singleton          | 7–10, 12      |
| Alvin Plaisance                 | 8             |
| Dwaine Edgar                    | 8–10          |
| Justin Roy                      | 8–9           |
| Todd Alexander                  | 8–9           |
| Joseph "Big T" Rogers Richard   | 9–11          |
| Coy Farmer                      | 9             |
| Jay Foster                      | 9             |
| Dusty Crum                      | 10            |
| Aaron Lee                       | 11            |
| Brock Theriot                   | 11            |
| Destin Choate                   | 12            |

## Spin-offs
Op 21 oktober 2012 werd de eerste spin-off gelanceerd, Outback Hunters volgde alligatorjagers in Australië. Een tweede spin-off Swamp Mysteries With Troy (king of the Swamp) Landry werd gelanceerd op 7 juni 2018, Troy Landry heeft ook een prominente rol in Samp People. Een derde spin-off Swamp People Serpent Invasion, opnieuw met Troy Landry en enkele andere jagers van Swamp People werd gelanceerd op 9 maart 2020, in plaats van op alligators te jagen werd er ditmaal op invasieve pythons gejaagd.

## Mobiele games
- Choot'Em Angry Swamp or Angry Swamp is een arcade-stijl spel met Troy Landry, en is beschikbaar voor Apple, Android Google Play en Kindle Amazon.
- Swamp People or The Swamp People Game is een jachtsimulatiespel, en is beschikbaar voor Apple en Android-ondersteunde toestellen.